# St. Marien (Marksußra)

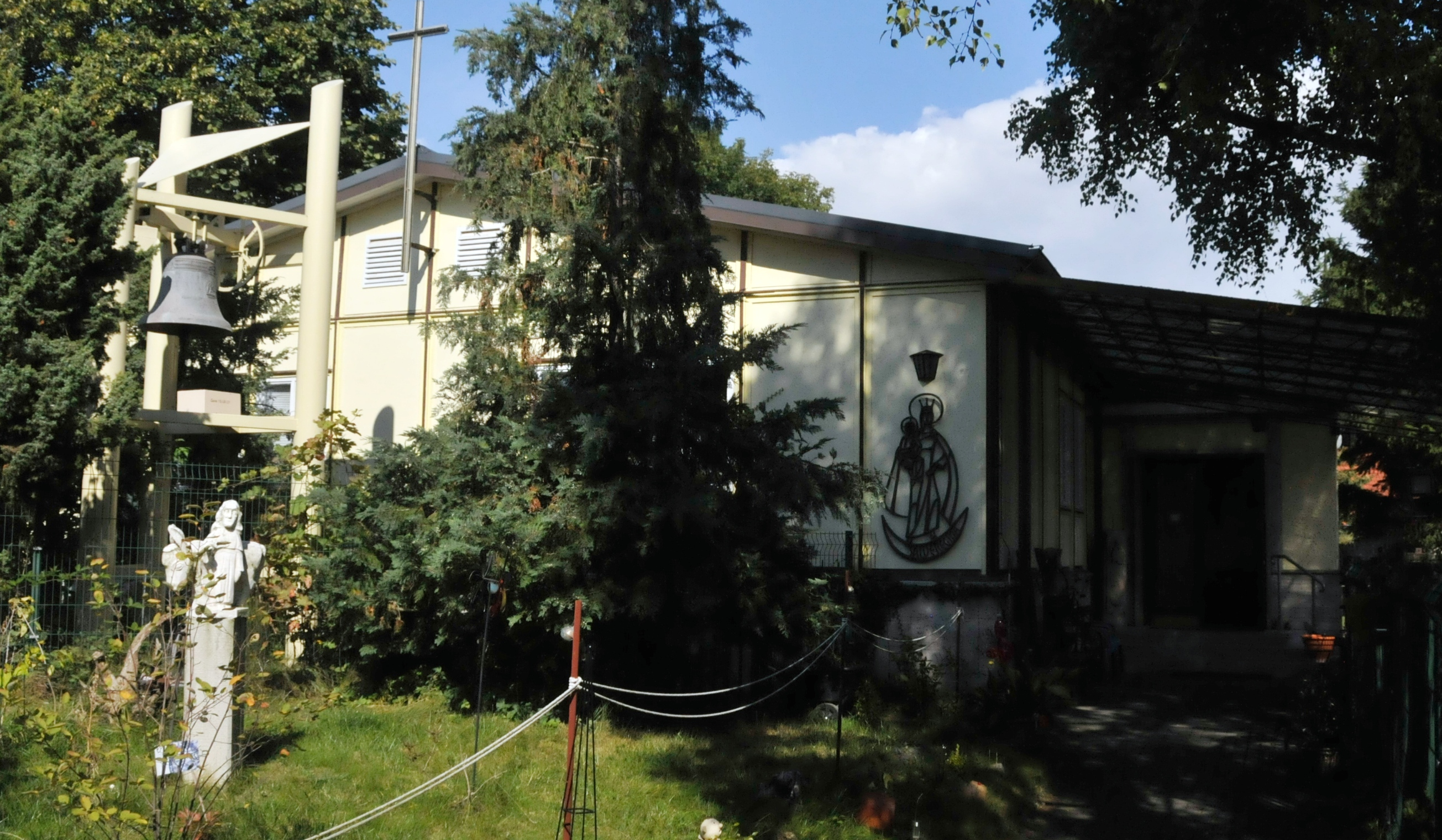
Katholische Kirche St. Marien in Marksußra

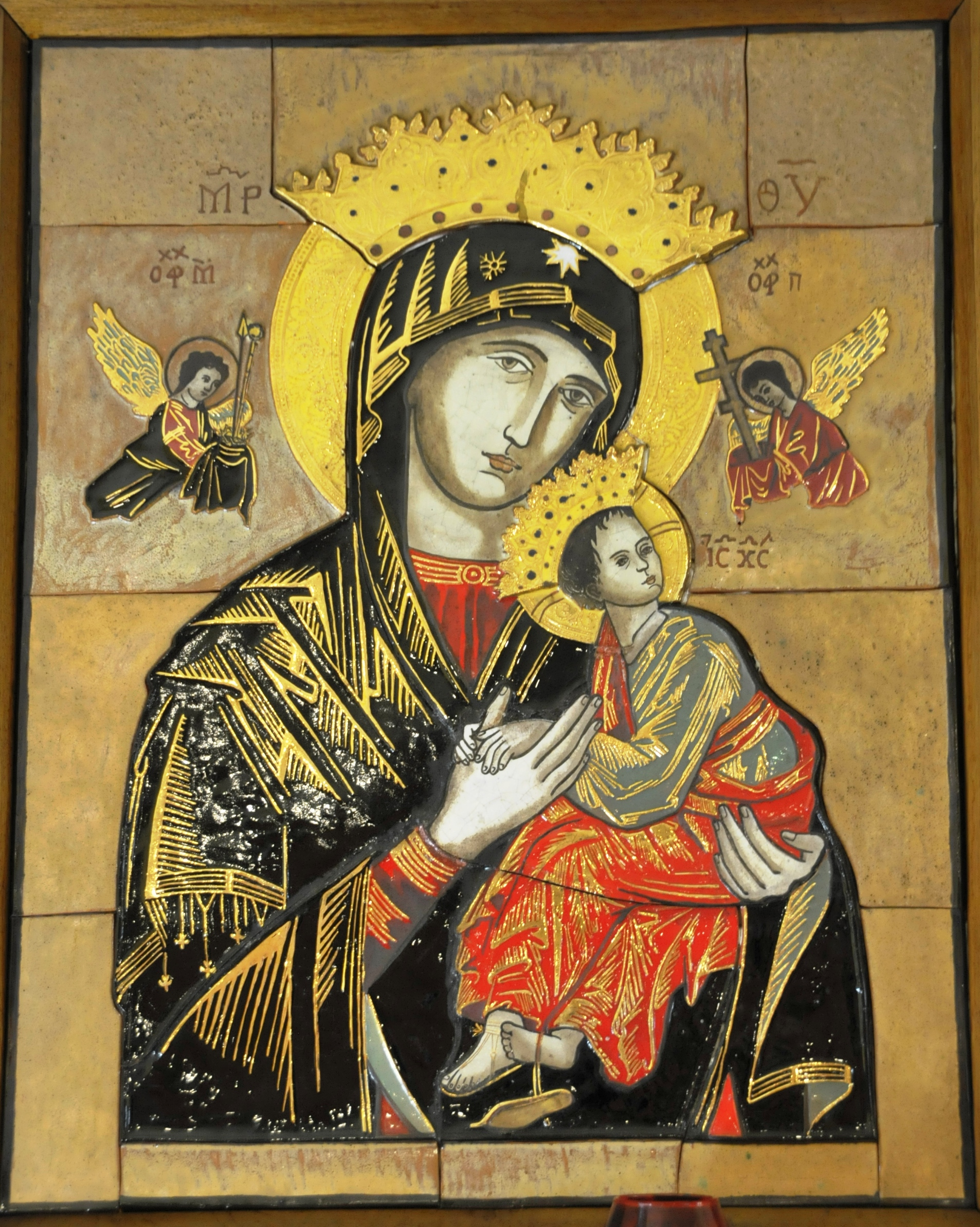
Bildnis der Gottesmutter von der immerwährenden Hilfe

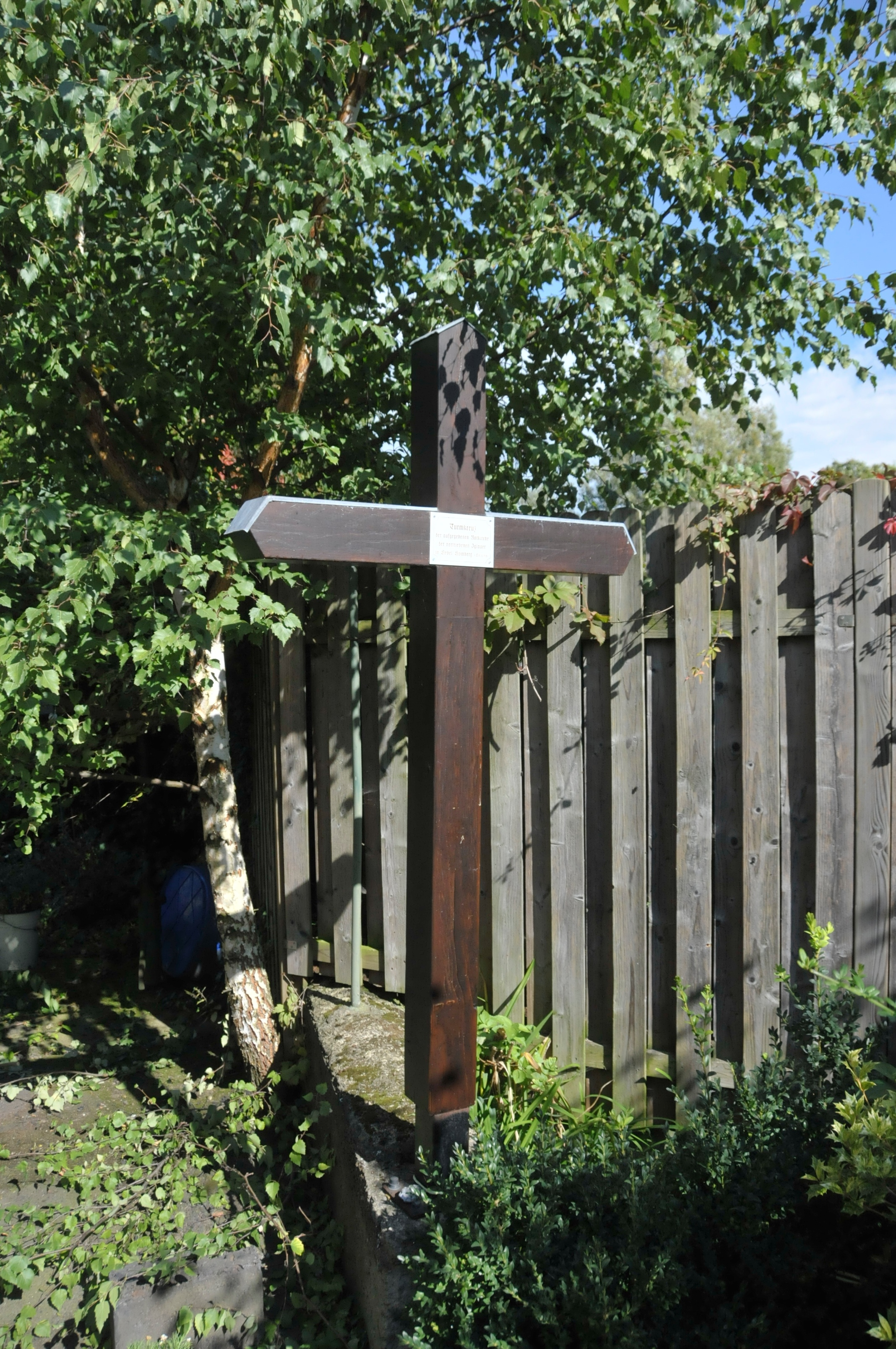
Iglauer Holzkreuz

Die ehemals römisch-katholische Kapelle St. Marien in Marksußra, einem Ortsteil der Stadt Ebeleben im thüringischen Kyffhäuserkreis, war vor ihrer Profanierung 2024 zuletzt Filialkirche der Pfarrei St. Josef Mühlhausen im Dekanat Nordhausen des Bistums Erfurt. Sie trägt das Patrozinium Unbefleckte Empfängnis.

## Geschichte
1965 wurde die katholische St.-Marien-Kirche von Vertriebenen der Stadt Iglau errichtet. Die Kirche ist im Stil einer Baracke gebaut. Sie war eine von nur wenigen Kirchen, die 1965 in der DDR gebaut werden durften. Ihr Bau wurde nur genehmigt, da man sie von der Straße aus nicht sehen konnte. Am 22. August 1965 nahm Weihbischof Hugo Aufderbeck die Kirchweihe vor.
1968 errichtete man eine kleine Stele am Kirchenzugang, den segnenden Christus mit einem Esel darstellend. Vor der Kirche steht das Pfarrhaus, 1898 als Wohnhaus des Direktors der Ebelebener Raiffeisen-Bank errichtet. Partnerpfarrgemeinde ist die katholische Pfarrgemeinde St. Johann Baptist in Roggendorf/Thenhoven.
Seit dem 1. Januar 2017 gehörte die Kirche zur Pfarrei „St. Josef Mühlhausen“, zuvor hatte sie zur Pfarrei „St. Marien“ in Bad Langensalza gehört, die zu diesem Zeitpunkt aufgelöst und der Pfarrei „St. Josef Mühlhausen“ angeschlossen wurde. Am 5. Oktober 2024 wurde der letzte Gottesdienst in der Kirche gefeiert. Am 20. November 2024 wurde sie von Bischof Ulrich Neymeyr formal profaniert.

## Ausstattung
Die Kirche beherbergt eine Gemäldeserie von Horst Bark (1928–2013), einen Kreuzweg mit 15 Stationen darstellend, die wenige Jahre nach der Wende dort aufgehängt wurde. 
Neben der Kirche steht das „Iglauer Holzkreuz“, ehemaliges Turmkreuz der Notkirche in Hebel und wurde von Pfarrer Thonhofer nach Ebeleben geholt.

## Orgel

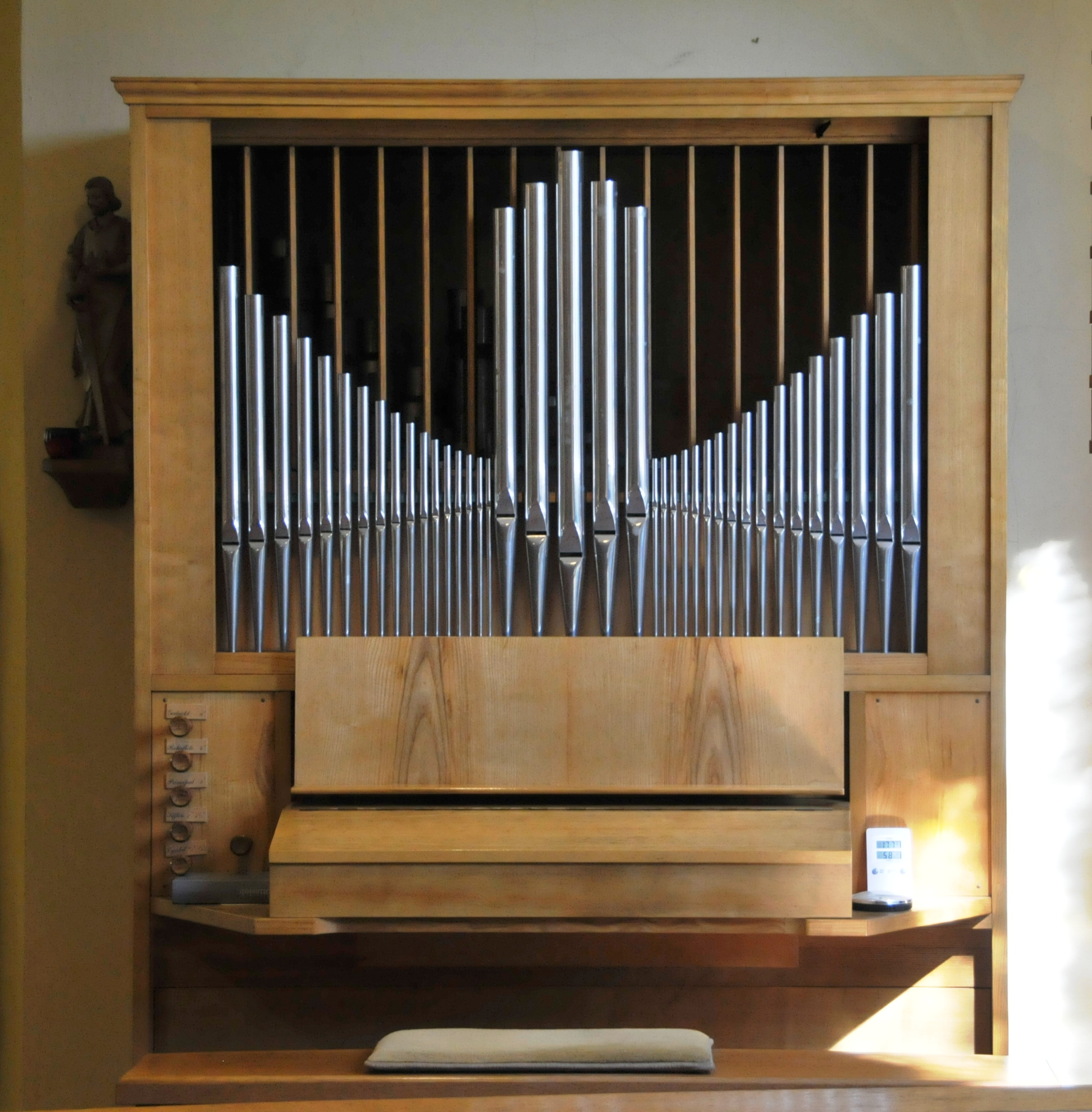
Böhm-Orgel von 1994

Die Kirche verfügt über eine kleine Orgel aus der Werkstatt von Gerhard Böhm aus Gotha, die an Pfingstmontag 1994 eingeweiht wurde. Die Mitglieder der Partnerpfarrgemeinde trugen mit Spenden maßgeblich zur Anschaffung der Orgel bei. Die Orgel hat 5 Register auf einem Manual mit angehängtem Pedal. Der Jalousieschweller hinter den Prospektpfeifen ist über einen Registerzug zu betätigen. Das Instrument verfügt über 365 Pfeifen. Die Disposition lautet wie folgt:
| Manual C–f3 |    |
| Gedackt     | 8′ |
| Rohrflöte   | 4′ |
| Principal   | 2′ |
| Sifflöte    | 1' |
| Cymbel II   |    |

Anmerkungen
1. ↑  im Prospekt
2. ↑  oder 1 1⁄3′

## Glocken
Im Jahr 2001 wurde neben dem Eingang zur Kirche ein Glockengestühl mit einer Glocke errichtet. Sie ist ein Geschenk der Gemeinde Hösbach in Franken, hat ein Gewicht von 230 kg und klingt im Ton h.